# Herbert Schwedt
Herbert Schwedt (* 31. Juli 1934 in Beuthen, Ostoberschlesien; † 21. März 2010 in Bad Kreuznach) war ein deutscher Volkskundler.
Er absolvierte sein Studium der Geschichte, Germanistik, Ethnologie und Volkskunde an den Universitäten Jena, Göttingen und Tübingen. 1960 wurde er dort im Fach Volkskunde mit einer Arbeit über gemeinschaftliche Lebensformen in großstädtischen Siedlungen promoviert. 1968 habilitierte er sich an derselben Hochschule über „Kulturstile kleiner Gemeinden“. Nach einer Dozentur an der Fachhochschule für Bibliothekswesen in Stuttgart wurde er 1972 an die Mainzer Universität berufen, wo er bis zu seiner Pensionierung 1999 lehrte. 
Zu den frühen Forschungsprojekten, die er zusammen mit seinen Studierenden verfolgte, gehörte eine Untersuchung über die Mainzer Fastnacht. Sie erschien 1977 als Band 1 der Mainzer Studien zur Sprach- und Volksforschung. Das Konzept des forschenden Lehrens wurde von ihm in mehreren Projekten weiter entwickelt, die unter anderem den Abwanderungsregionen in Rheinland-Pfalz gewidmet waren, der regionalen Brauchforschung, der Zukunft kleiner Gemeinden oder dem Alltagsleben in zwei ausgewählten ungarndeutschen Dörfern. Deren Untersuchung erscheint aus heutiger Perspektive vor allem deshalb so wertvoll, da sie noch vor dem Fall des „Eisernen Vorhangs“ begonnen wurde und exemplarisch den Wandel im Übergang zur postsozialistischen Gesellschaft dokumentiert. 
Herbert Schwedt setzte sich, zum Teil in enger Zusammenarbeit mit seiner Frau Elke Schwedt, immer wieder mit Fragen der regionalen volkskundlichen Forschung in Rheinland-Pfalz auseinander. Entstanden sind auf diesem Wege grundlegende Dokumentationen und Analysen. Neben seiner universitären Arbeit steht seine Mitwirkung in der Museumsszene von Rheinland-Pfalz, seine Unterstützung der Arbeit des Instituts für Geschichtliche Landeskunde an der Universität Mainz sowie sein Beitrag zur 1986 erfolgten Gründung der Gesellschaft für Volkskunde in Rheinland-Pfalz, deren Vorsitzender er viele Jahre lang war.